# Compagnie des chemins de fer nationaux du Canada c. McKercher LLP
 Compagnie des chemins de fer nationaux du Canada c. McKercher LLP  est un arrêt de principe de la Cour suprême du Canada rendu en 2013 qui a consolidé la jurisprudence canadienne sur les conflits d'intérêts dans la profession juridique.

## Contexte
La Cour suprême du Canada a refondu la jurisprudence canadienne des dernières années concernant les conflits d'intérêts professionnels dans la profession juridique. Dans sa décision de 1990 dans Succession Macdonald c. Martin, elle a d'abord abordé la question des renseignements confidentiels traités par les avocats.
En 2002, la CSC s'est penchée sur la question de la loyauté, statuant dans R. c. Neil que la question de savoir s'il peut exister un conflit d'intérêts dans la façon dont les avocats traitent avec leurs clients était assujettie à une ligne de démarcation très nette, selon laquelle un avocat, et par extension un cabinet d'avocats, ne peut représenter simultanément des clients ayant des intérêts opposés sans avoir préalablement obtenu leur consentement. Bien qu'il s'agisse d'un obiter à l'affaire en cause, en 2007, il est devenu le ratio pour de l'arrêt ultérieur de la CSC Strother c. 3464920 Canada Inc.

## Les faits
En 2008, McKercher LLP (un grand cabinet d'avocats de la Saskatchewan) représentait le Canadien National dans le cadre de diverses affaires de droit des sociétés dans la province. La même année, il a également accepté un mandat de Gordon Wallace pour agir contre le CN dans le cadre d'un recours collectif de 1,75 milliard de dollars fondé sur des allégations selon lesquelles le CN avait illégalement surfacturé les agriculteurs de l'Ouest canadien pour le transport du grain.
McKercher n'a pas avisé le CN qu'il avait l'intention d'accepter les honoraires de Wallace et le CN n'en a eu connaissance que lorsqu'il a reçu la signification de la demande introductive d'instance en 2009. Toutes les relations de McKercher avec le CN ont par la suite pris fin cette année-là, à l'initiative de McKercher dans certains cas et à l'initiative du CN dans un autre.
À la suite de la réception de la déclaration, le CN a demandé une ordonnance destituant McKercher en tant qu'avocat inscrit au dossier de Wallace dans le recours collectif contre lui, au motif que McKercher :
- avait manqué à son devoir de loyauté envers le CN en se plaçant en conflit d'intérêts,
- avait indûment mis fin à ses mandats actuels du CN, et
- pourrait abuser des informations confidentielles obtenues au cours de la relation avocat-client.

## Jugements des tribunaux de première instance et d'appel
À la Cour du Banc de la Reine pour la Saskatchewan, le juge Popescul a conclu que la société avait manqué à son obligation de loyauté envers le CN et que sa décision d'accepter les honoraires de Wallace avait « nuit de façon appréciable» à la relation . La Cour a tenu compte de plusieurs facteurs pour arriver à cette conclusion : 
- la relation de longue date entre McKercher et le CN, s'étalant sur plus d'une décennie,
- son statut privilégié auprès du CN, étant son mandataire dans la province,
- l'ampleur de la réclamation dans le recours collectif,
- puisque la nouvelle réclamation concerne une matière en litige, elle serait sans aucun soumise au débat contradictoire,
- la nature de l'affaire, soit un recours collectif,
- le recours recherché, soit les dommages-intérêts majorés et les dommages-intérêts punitifs,
- le fait qu'il s'agit d'un sujet sensible pour le CN,
- le rôle du cabinet d'avocats dans le recours collectif, et
- le fait que l'objection du CN était fondée sur des principes, et pas seulement pour un avantage tactique dans l'affaire.

La décision de la Cour du Banc de la Reine a été infirmée par la Cour d'appel de la Saskatchewan. Dans sa décision, le juge Ottenbreit a conclu que :
- Comprendre que les forces et les faiblesses du CN en matière de litige ne constituaient pas des renseignements confidentiels pertinents justifiant la déclaration d'inhabilité.
- Le CN est une grande entreprise cliente qui n'est pas dans une position de vulnérabilité ou de dépendance à l'égard de McKercher, de sorte que son consentement implicite à ce que McKercher agisse au nom d'une partie adverse dans des affaires juridiques non liées pourrait être déduit.
- McKercher avait manqué à son obligation de loyauté envers le CN en mettant péremptoirement fin à la relation avocat-client dans ses dossiers existants pour le CN, mais
- L'exclusion n'était pas une réparation appropriée dans ce cas, puisque la fin de la relation de McKercher avec le CN a assuré que la représentation continue de McKercher de Wallace ne créait aucun risque de préjudice dans l'affaire

## Jugement de la Cour suprême du Canada
L'appel a été accueilli par la Cour suprême. Dans une décision unanime, la juge en chef Beverley McLachlin a identifié plusieurs enjeux importants.

### Le rôle des tribunaux
Les tribunaux ont une compétence inhérente pour surveiller la conduite des litiges dans les affaires qui peuvent leur être soumises. Cela ne doit pas être confondu avec les compétences statutaires conférés à la profession juridique par les diverses législatures, puisque les tribunaux sont concernés par l'administration de la justice, et les divers barreaux sont concernés par le bon encadrement de la profession.

### Les principes pertinents
Un avocat a un devoir de loyauté envers son client, qui comporte trois dimensions :
un devoir d'éviter les conflits d'intérêts,
un devoir de dévouement envers la cause du client
un devoir de franchise.
À l'égard de la première dimension, la nature de la ligne de démarcation très nette énoncée dans les arrêts Neil et Strother a été clarifiée :

« [31] Selon la règle de la démarcation très nette, un cabinet d’avocats ne peut occuper pour un client dont les intérêts s’opposent à ceux d’un autre client actuel, sauf si les deux clients y consentent.  La règle s’applique peu importe que les dossiers des clients aient ou non un lien entre eux. [...]
[32] Toutefois, les arrêts Neil et Strother indiquent clairement que cette règle n’a pas une portée illimitée.  Elle s’applique lorsque les intérêts juridiques immédiats des clients s’opposent directement.  Son application ne vise pas à sanctionner les abus tactiques. Et elle ne s’applique pas dans les cas où il est déraisonnable de s’attendre à ce que l’avocat ne représente pas simultanément des parties adverses dans des dossiers juridiques n’ayant aucun lien entre eux. [...] »

À cet égard :
- La règle de la démarcation très nette ne s'applique que lorsque les intérêts juridiques immédiats des clients s'opposent directement aux questions sur lesquelles l'avocat agit.
- Elle ne s'applique que lorsque aux clients aux intérêts juridiques opposés.
- Elle ne peut pas être soulevé avec succès par une partie qui cherche à en abuser.
- Elle ne s'applique pas dans les cas où il est déraisonnable pour un client de s'attendre à ce que son cabinet d'avocats n'agisse pas contre lui dans des dossiers sans lien avec le sens (par exemple, des « plaideurs d'habitude » tels que des banques, des gouvernements ou des compagnies d'assurance). Certains facteurs pertinents à cette question sont la nature de la relation entre le cabinet d'avocats et le client, les modalités du mandat de représentation en justice et les types de questions en cause.

### L'application des principes
En l'espèce :
- McKercher a enfreint la règle de la démarcation très nette énoncée dans Neil et, par extension, son devoir d'éviter les conflits d'intérêts, lorsqu'il a accepté de représenter Wallace sans d'abord obtenir le consentement éclairé du CN[13].
- Un cabinet d'avocats ne peut pas mettre fin à une relation client uniquement dans le but de contourner son devoir de loyauté envers ce client[14].
- Un avocat ne doit pas « maintenir son client dans l’ignorance au sujet de questions qu’il sait pertinentes quant au mandat » [15]

### La réparation à accorder
La déclaration d'inhabilité peut être demandée :
- (1) pour éviter le risque d’utilisation à mauvais escient de renseignements confidentiels
- (2) pour éviter le risque de représentation déficiente
- (3) pour préserver la considération dont jouit l’administration de la justice.

Dans ce dernier cas, les tribunaux doivent tenir compte de plusieurs facteurs pour arriver à la décision appropriée :
- (i) un comportement qui prive le plaignant de la possibilité de demander que l’avocat cesse d’occuper, par exemple, s’il tarde à présenter la demande de déclaration d’inhabilité;
- (ii) une atteinte grave au droit du client éventuel de retenir les services de l’avocat de son choix, et la capacité de ce client de trouver un autre avocat
- (iii) le fait que le cabinet d’avocats a accepté en toute bonne foi le mandat à l’origine du conflit d’intérêts, en croyant raisonnablement que la représentation simultanée échappait à la portée de la règle de la démarcation très nette et des restrictions du barreau applicables.

Dans le présent appel, seule la dernière affaire était pertinente et l'affaire a été renvoyée devant le tribunal de première instance pour être tranchée conformément aux motifs suivants :

« [67]   Nous avons vu qu’une violation de la règle de la démarcation très nette justifie de prime abord une déclaration d’inhabilité, même lorsque la relation entre l’avocat et le client a pris fin en raison de cette violation.  Toutefois, il est également nécessaire de prendre en compte les facteurs identifiés précédemment, qui peuvent laisser croire que la déclaration d’inhabilité n’est pas appropriée dans les circonstances.  Le juge de première instance n’a pas pu bénéficier des présents motifs et ne pouvait évidemment prendre en compte tous les facteurs que je viens d’examiner et qui sont pertinents à l’égard de la question de la déclaration d’inhabilité.  Les présents motifs remanient le cadre juridique permettant de juger la conduite de McKercher et de déterminer la réparation qui s’impose.  Il faudrait en toute justice que la question de la réparation soit renvoyée à la cour pour qu’elle l’examine conformément à ces motifs. »

## Conséquences de l'arrêt
L'arrêt McKercher a consolidé et clarifié la jurisprudence dans ce domaine et a été perçu comme affirmant que la règle de la démarcation très nette dans l'arrêt Neil devait être fermement appliquée et ne pas être traitée comme une présomption réfutable.
La règle de la démarcation très nette a également été intégrée par les Codes de déontologie des ordres professionnels de juristes, par ex. à l'article 3.4-1 du Code modèle de déontologie de la Fédération des ordres professionnels de juristes du Canada.